# 강우경
강우경(1977년 4월 24일 ~ )은 대한민국의 배우로 1997년 KBS 19기 슈퍼 탤런트 출신이다.

## 학력
- 중앙대학교 연극영화학과 졸업

## 작품

### 드라마
- 1995년~1997년 KBS1 신세대 보고 - 어른들은 몰라요
- 1997년 KBS1 정 때문에
- 1997년 KBS2 전설의 고향
- 1997년 KBS2 스타트
- 1997년 KBS2 신부의 방
- 1997년 KBS2 질주
- 1997년 KBS2 그대 나를 부를 때
- 1997년 KBS1 모정의 강
- 1997년 KBS2 웨딩드레스
- 1998년 KBS2 결혼 7년
- 1998년 KBS1 킬리만자로의 표범
- 1998년 KBS1 살다보면
- 1998년 KBS2 순수
- 1998년 KBS2 종이학
- 1999년 SBS 카이스트
- 1999년 MBC 남자 셋 여자 셋
- 1999년 MBC 전원일기
- 1999년 KBS1 당신
- 2000년 SBS 덕이
- 2000년 KBS2 성난 얼굴로 돌아보라
- 2000년 KBS1 좋은걸 어떡해
- 2001년 MBC 결혼의 법칙
- 2004년 KBS2 단막극 《KBS 드라마시티 - 쥐잡는 날》

## 수상 경력
- 1997년 KBS 제3회 슈퍼탤런트대회 입상

## 관련 사항
- 1997년 KBS 탤런트 공채 19기
- 2002년 우리홈쇼핑 공채 3기 쇼호스트 입사, 문화, 레저상품 판매